# Цона Еркије Пиколо (Лече)
Цона Еркије Пиколо (итал. Zona Erchie Piccolo) је насеље у Италији у округу Лече, региону Апулија.
Према процени из 2011. у насељу је живело 65 становника. Насеље се налази на надморској висини од 36 м.